# Истерическая слепота
«Истерическая слепота» (англ. Hysterical blindness) — драма режиссёра Миры Наир 2002 года.

## Сюжет
Действие фильма происходит в 1987 году, Байонн, штат Нью-Джерси.
Две давние подруги — Дебби и Бэт — в поисках любви проводят своё время в местном баре. Бэт предпочитает накрашенные волосы, яркий макияж и обтягивающие платья, по которым нельзя узнать, что она является матерью-одиночкой. Дебби же всё своё время проводит, ища свою вечную любовь, о которой слагают стихи. Она иногда находит любовь мужчин — любовь на одну ночь…

## В ролях
| Актёр           | Роль             |
| --------------- | ---------------- |
| Ума Турман      | Дебби Миллер     |
| Джина Роулендс  | Вирджиния Миллер |
| Джульетт Льюис  | Бэт              |
| Бен Газзара     | Ник Пикколо      |
| Джастин Чэмберс | Рик              |
| Джоли Питерс    | Эмбер            |